# Холи (тауншип, Миннесота)
Холи (англ. Hawley) — тауншип в округе Клей, Миннесота, США. На 2000 год его население составило 459 человек.

## География
По данным Бюро переписи населения США площадь тауншипа составляет 80,9 км², из которых 79,5 км² занимает суша, а 1,3 км² — вода (1,66 %).

## Демография
По данным переписи населения 2000 года здесь находились 459 человек, 147 домохозяйств и 123 семьи.  Плотность населения —  5,8 чел./км².  На территории тауншипа расположено 153 постройки со средней плотностью 1,9 построек на один квадратный километр. Расовый состав населения: 98,91 % белых, 0,22 % афроамериканцев и 0,87 % коренных американцев. Испанцы или латиноамериканцы любой расы составляли 0,22 % от популяции тауншипа.
Из 147 домохозяйств в 46,9 % воспитывались дети до 18 лет, в 71,4 % проживали супружеские пары, в 8,2 % проживали незамужние женщины и в 16,3 % домохозяйств проживали несемейные люди. 11,6 % домохозяйств состояли из одного человека, при том 2,0 % из — одиноких пожилых людей старше 65 лет. Средний размер домохозяйства — 3,12, а семьи — 3,42 человека.
32,2 % населения — младше 18 лет, 6,3 % — в возрасте от 18 до 24 лет, 29,8 % — от 25 до 44, 24,2 % — от 45 до 64, и 7,4 % — старше 65 лет. Средний возраст — 37 лет. На каждые 100 женщин приходилось 125,0 мужчин.  На каждые 100 женщин старше 18 приходилось 111,6 мужчин.
Средний годовой доход домохозяйства составлял 54 886 долларов, а средний годовой доход семьи —  59 375 долларов. Средний доход мужчин —  32 337  долларов, в то время как у женщин — 25 000. Доход на душу населения составил 18 252 доллара. За чертой бедности находились 6,0 % семей и 7,8 % всего населения тауншипа, из которых 8,5 % младше 18 и 15,8 % старше 65 лет.